# Puchar CEV siatkarek (1988/1989)
Puchar CEV siatkarek 1988/1989 – 9. sezon turnieju rozgrywanego od 1980 roku, organizowanego przez Europejską Konfederację Piłki Siatkowej (CEV) w ramach europejskich pucharów dla żeńskich klubowych zespołów siatkarskich "starego kontynentu".

## Drużyny uczestniczące
- Apoel Nikozja
- Beer Sheva
- Braglia Reggio Emilia
- Emlak Bankasi Ankara
- Zaon Kifissia Ateny
- Elektron Pleven
- CSM Clamart
- Vila Real
- Slavia Praga
- Crvena zvezda Belgrad
- Milangaz Stambuł
- Hapoel Ein Hahoresh
- Vasas SC
- Fluvital Portuense
- Pezoporikos Larnaka
- 1. VC Schwerte
- Geneve Elite
- VCG Guntramsdorf
- Stade Francais Paris
- DVO Oud-Beyerland
- CIV Modena
- Ionikos Ateny
- Mladost Zagrzeb
- Uppsala SIF
- Olympic Luxembourg
- Temse Dames
- Aperetivos Medina
- Tungsram Budapeszt

## Rozgrywki

### Runda wstępna
| Data       | Drużyna 1             | Wynik | Drużyna 2            | Sety                            |
| ---------- | --------------------- | ----- | -------------------- | ------------------------------- |
|            | Braglia Reggio Emilia | 3:0   | APOEL Nikozja        | walkower                        |
|            | Braglia Reggio Emilia | 3:0   | APOEL Nikozja        | walkower                        |
| 07.11.1988 | Beer Sheva            | 0:3   | Emlak Bankasi Ankara | 4:15, 4:15, 4:15                |
| 12.11.1988 | Beer Sheva            | 0:3   | Emlak Bankasi Ankara |                                 |
| 06.11.1988 | Zaon Kifissia Ateny   | 0:3   | Elektron Pleven      |                                 |
| 13.11.1988 | Zaon Kifissia Ateny   | 0:3   | Elektron Pleven      |                                 |
| 11.11.1988 | CSM Clamart           | 3:0   | Vila Real            |                                 |
| 13.11.1988 | CSM Clamart           | 3:0   | Vila Real            |                                 |
|            | Slavia Praga          |       |                      |                                 |
|            |                       |       |                      |                                 |
| 06.11.1988 | Crvena Zvezda Belgrad | 0:3   | Milangaz Stambuł     |                                 |
| 13.11.1988 | Crvena Zvezda Belgrad | 0:3   | Milangaz Stambuł     |                                 |
| 07.11.1988 | Hapoel Ein Hahoresh   | 0:3   | Vasas SC Budapeszt   |                                 |
| 13.11.1988 | Hapoel Ein Hahoresh   | 0:3   | Vasas SC Budapeszt   |                                 |
| 06.11.1988 | Fluvital Portuense    | 3:0   | Pezoporikos Larnaka  |                                 |
| 12.11.1988 | Fluvital Portuense    | 3:2   | Pezoporikos Larnaka  |                                 |
| 06.11.1988 | 1. VC Schwerte        | 3:0   | Geneve Elite         | 15:7, 15:3, 17:15               |
| 13.11.1988 | 1. VC Schwerte        | 3:1   | Geneve Elite         | 11:15, 15:7, 15:13, 15:5        |
| 06.11.1988 | VCG Guntramsdorf      | 2:3   | Stade Francais Paris | 6:15, 15:8, 18:16, 12:15, 10:15 |
| 13.11.1988 | VCG Guntramsdorf      | 3:1   | Stade Francais Paris |                                 |
| 12.11.1988 | DVO Oud-Beyerland     | 0:3   | CIV Modena           |                                 |
| 13.11.1988 | DVO Oud-Beyerland     | 0:3   | CIV Modena           |                                 |
|            | Ionikos Ateny         |       |                      |                                 |
|            |                       |       |                      |                                 |
| 05.11.1988 | Mladost Zagrzeb       | 3:0   | Uppsala SIF          |                                 |
| 12.11.1988 | Mladost Zagrzeb       | 3:0   | Uppsala SIF          |                                 |
|            | Olympic Luxembourg    |       |                      |                                 |
|            |                       |       |                      |                                 |
| 05.11.1988 | Temse Dames           | 3:0   | Aperetivos Medina    | 15:13, 15:11, 15:9              |
| 11.11.1988 | Temse Dames           | 3:1   | Aperetivos Medina    | 15:10, 15:9, 8:15, 17:15        |
|            | Tungsram Budapeszt    |       |                      |                                 |
|            |                       |       |                      |                                 |

### 1/8 finału
| Data       | Drużyna 1             | Wynik | Drużyna 2            | Sety                              |
| ---------- | --------------------- | ----- | -------------------- | --------------------------------- |
|            | Braglia Reggio Emilia | 3:0   | Emlak Bankasi Ankara |                                   |
|            | Braglia Reggio Emilia | 3:0   | Emlak Bankasi Ankara |                                   |
| 03.12.1988 | Elektron Pleven       | 3:0   | CSM Clamart          | 15:9, 15:10, 15:3                 |
|            | Elektron Pleven       | 3:0   | CSM Clamart          |                                   |
| 03.12.1988 | Slavia Praga          | 3:0   | Milangaz Stambuł     | 15:2, 15:6, 15:8                  |
| 10.12.1988 | Slavia Praga          | 2:3   | Milangaz Stambuł     | 15:11, 12:15, 11:15, 17:16, 12:15 |
| 03.12.1988 | Fluvital Portuense    | 0:3   | Vasutas SC Budapeszt |                                   |
| 11.12.1988 | Fluvital Portuense    | 0:3   | Vasutas SC Budapeszt |                                   |
| 03.12.1988 | 1. VC Schwerte        | 3:0   | VCG Guntramsdorf     |                                   |
| 10.12.1988 | 1. VC Schwerte        | 3:0   | VCG Guntramsdorf     |                                   |
| 04.12.1988 | Ionikos Ateny         | 0:3   | CIV Modena           |                                   |
| 11.12.1988 | Ionikos Ateny         | 0:3   | CIV Modena           |                                   |
| 03.12.1988 | Mladost Zagrzeb       | 3:0   | Olympic Luxembourg   |                                   |
| 11.12.1988 | Mladost Zagrzeb       | 3:0   | Olympic Luxembourg   |                                   |
| 03.12.1988 | Temse Dames           | 3:1   | Tungsram Budapeszt   |                                   |
| 10.12.1988 | Temse Dames           | 3:1   | Tungsram Budapeszt   | 17:15, 15:4, 12:15, 15:6          |

### 1/4 finału
| Data       | Drużyna 1             | Wynik | Drużyna 2       | Sety                       |
| ---------- | --------------------- | ----- | --------------- | -------------------------- |
|            | Braglia Reggio Emilia | 3:0   | Elektron Pleven | 15:9, 15:8, 15:11          |
|            | Braglia Reggio Emilia | 3:2   | Elektron Pleven |                            |
| 10.01.1989 | Vasutas SC Budapeszt  | 0:3   | Slavia Praga    | 5:15, 12:15, 10:15         |
| 18.01.1989 | Vasutas SC Budapeszt  | 0:3   | Slavia Praga    | 4:15, 2:15, 9:15           |
| 17.01.1989 | 1. VC Schwerte        | 3:1   | CIV Modena      |                            |
| 18.01.1989 | 1. VC Schwerte        | 3:2   | CIV Modena      |                            |
| 10.01.1989 | Temse Dames           | 1:3   | Mladost Zagrzeb | 11:15, 15:12, 12:15, 11:15 |
| 17.01.1989 | Temse Dames           | 0:3   | Mladost Zagrzeb |                            |

### Turniej finałowy
Bursa

#### Mecze o rozstawienie
| Data       | Drużyna 1             | Wynik | Drużyna 2       | Sety                      |
| ---------- | --------------------- | ----- | --------------- | ------------------------- |
| 10.02.1989 | Slavia Praga          | 3:0   | 1. VC Schwerte  | 15:11, 15:8, 15:9         |
| 10.02.1989 | Braglia Reggio Emilia | 3:1   | Mladost Zagrzeb | 8:15, 15:13, 15:10, 15:13 |

#### Półfinał
| Data       | Drużyna 1             | Wynik | Drużyna 2       | Sety                       |
| ---------- | --------------------- | ----- | --------------- | -------------------------- |
| 11.02.1989 | Braglia Reggio Emilia | 3:0   | 1. VC Schwerte  | 15:6, 15:9, 16:14          |
| 11.02.1989 | Slavia Praga          | 3:1   | Mladost Zagrzeb | 15:11, 11:15, 15:10, 17:15 |

#### Mecz o 3. miejsce
| Data       | Drużyna 1      | Wynik | Drużyna 2       | Sety                           |
| ---------- | -------------- | ----- | --------------- | ------------------------------ |
| 12.02.1989 | 1. VC Schwerte | 3:2   | Mladost Zagrzeb | 8:15, 13:15, 15:9, 15:2, 15:12 |

#### Finał
| Data       | Drużyna 1             | Wynik | Drużyna 2    | Sety              |
| ---------- | --------------------- | ----- | ------------ | ----------------- |
| 12.02.1989 | Braglia Reggio Emilia | 3:0   | Slavia Praga | 15:6, 15:9, 15:14 |

## Klasyfikacja końcowa
| Miejsce | Drużyna               |
| ------- | --------------------- |
| złoto   | Braglia Reggio Emilia |
| srebro  | Slavia Praga          |
| brąz    | 1. VC Schwerte        |
| 4.      | Mladost Zagrzeb       |